# Le Concert (Leyster)
Pour les articles homonymes, voir Le Concert.
Le Concert est un tableau réalisé par la peintre néerlandaise Judith Leyster vers 1633. Cette huile sur toile de format horizontal est une scène de genre qui représente un joueur de violon baroque, une chanteuse et un luthiste pendant une performance musicale dans un intérieur neutre. Don de Wallace and Wilhelmina Holladay, l'œuvre est conservée au National Museum of Women in the Arts, à Washington, aux États-Unis.